# The General's Daughter
 The General's Daughter és una pel·lícula policíaca estatunidenca de Simon West estrenada el 1999.

## Argument
Paul Brenner i Sarah Sunhill, investigadors a la CID (Divisió d'investigacions criminals de l'exèrcit) i antics amants, estan encarregats d'investigar l'assassinat de la capitana Elisabeth Campbell. Filla del general Campbell, un heroi nacional cridat a un futur polític, ha estat escanyada i aparentment violada. Submergint-se en la vida sexual tumultuosa i en el passat tràgic de la víctima, Brenner i Sunhill xoquen amb tots aquells, i en són molts, que no tenen interès que la veritat surti a la llum.

## Repartiment
- Madeleine Stowe: Sarah Sunhill
- John Travolta: Paul Brenner
- James Cromwell: Joseph Campbell
- Leslie Stefanson: Elisabeth Campbell
- Timothy Hutton: William Kent
- Clarence Williams: George Fowler

## Al voltant de la pel·lícula
Més aviat mal rebuda per la crítica, la pel·lícula va tenir en canvi èxit amb el públic, classificant-se en dinovena posició al box-office estatunidenc el 1999. Va aconseguir més de 100 milions de dòlars als Estats Units, i prop de 50 a l'estranger.